# Jung Bahadur Rana
Jung Bahadur Rana () est un homme d'État népalais, né le 18 juin 1817 à Borlang (en) (aujourd’hui dans le district de Gorkha, Népal) et mort le 25 février 1877 à Patharghat (district de Rautahat, Népal).

## Biographie
Jung Bahadur, également orthographié Jang Bahadur, devint le premier ministre et souverain virtuel du Népal (en raison de la faiblesse des pouvoirs du roi) de 1846 à 1877, et fonda la puissante dynastie Rana des héritiers ministres, un poste qui est resté dans sa famille jusqu'en 1951.